# Меркуловицька сільська рада

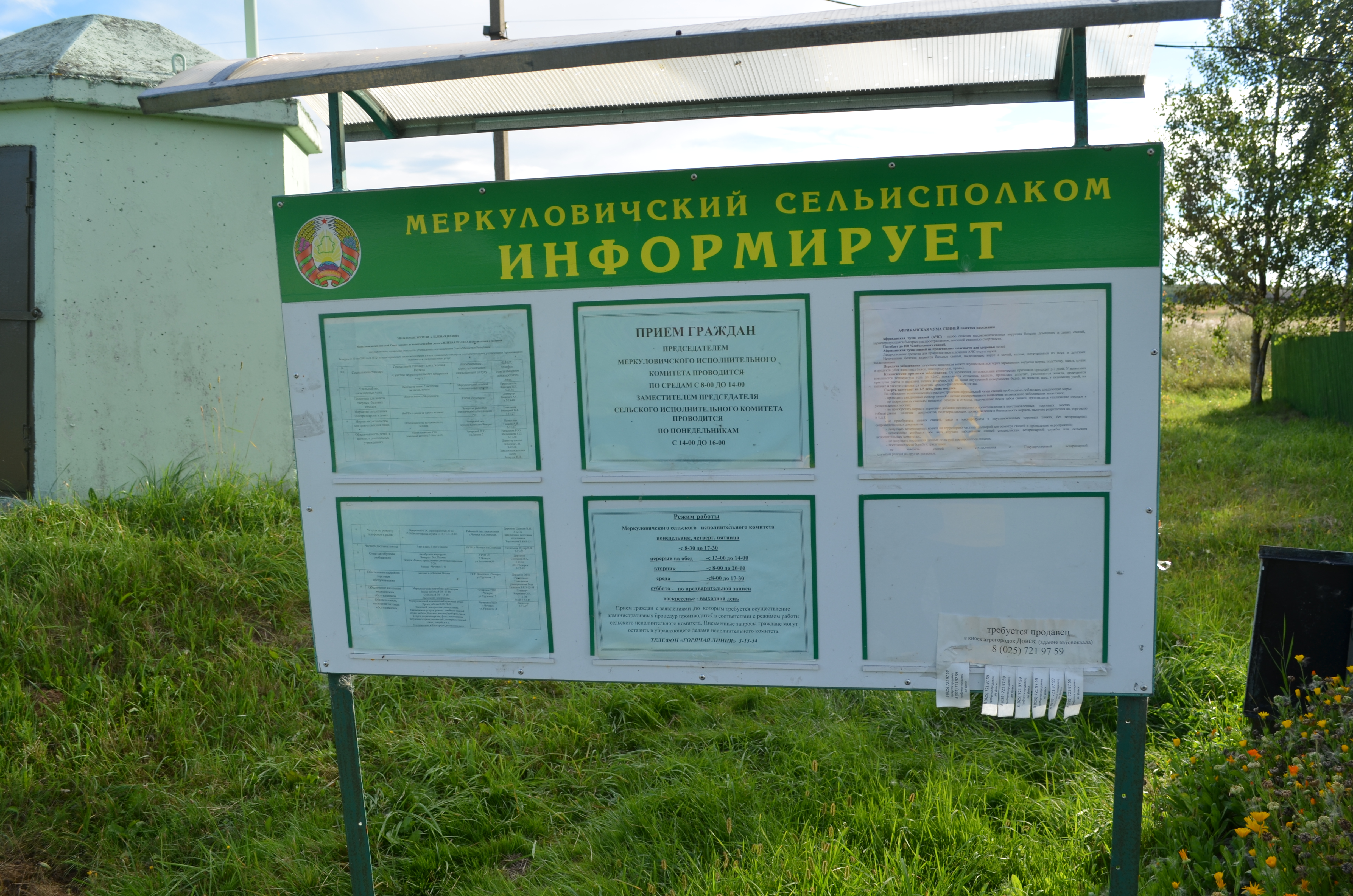
Інформаційний стенд Меркуловицької сільської ради у с. Зелена Поляна

Меркуловицька сільська рада (біл. Меркулавіцкі сельсавет) — адміністративно-територіальна одиниця в складі Чечерського району Гомельської області Білорусі. Адміністративний центр — агромістечко Меркуловичі.
До складу сільради входять 14 населених пунктів:
- Алес
- Башиця
- Ботвинове
- Вітвиця
- Зелена Поляна
- Іскра
- Красниця
- Меркуловичі
- Осинівка
- Першомайський
- Причалесня
- Прогрес
- Шиловичі
- Широке